# Bertil Höijer
Bertil Höijer,  född den 6 april 1908 i Rydaholms församling, Jönköpings län, död den 20 juli 1989 i Jönköping, var en svensk jurist. Han var bror till Folke och Gunnar Höijer.
Höijer avlade studentexamen i Växjö 1928 och juris kandidatexamen vid Lunds universitet 1932. Han genomförde tingstjänstgöring 1932–1935 och var sekreterare i Vadsbo domsaga 1939–1943. Höijer började tjänstgöra i Göta hovrätt 1936, blev fiskal där 1937, extra ordinarie assessor 1946, tillförordnad revisionssekreterare 1948, ordinarie assessor i Göta hovrätt 1949 och hovrättsråd 1951. Han var lagman där 1966–1973. Höijer blev riddare av Nordstjärneorden 1955 och kommendör av  samma orden 1968.